# Jiří Bělohlávek
Jiří Bělohlávek (24. veljače 1946. – 31. svibnja 2017.) bio je svjetski poznati češki dirigent. Rođen je u obitelji oca odvjetnika i suca. U svome djetinjstvu učio je svirati violončelo zajedno s Milošem Sádlom. Srednju glazbenu školu pohađao je na Praškom konzervatoriju, a nakon toga završio je i studij dirigiranja na Akademiji primijenjenih umjetnosti u Pragu. Dirigiranje je bio studirao zajedno s poznatim rumunjskim dirigentom Sergijem Celibidachem.

## Karijera

### Čehoslovačka i Češka
Na samom početku svoje dirigentske karijere, 1970. godine, osvojio je 1. mjesto na Državnom natjecanju u dirigiranju. Tim uspjehom, zaposlio se kao pomoćni dirigent Češke filharmonije na sljedeće dvije godine. Od 1972. do 1978. vodio je Brnsku filharmoniju, s kojom je sudjelovao na brojnim smotrama u Austriji, Njemačkoj i SAD-u. No, već godinu prije raskida ugovora s orkestrom u Brnu, 1977. preuzima i vodstvo Praškog simfonijskog orkestra, tako da je tijekom sezone 1977./78. vodio dva orkestra.
Godine 1990. postaje šef dirigent Češke filharmonije, no 1991. članovi orkestra su, zbog njegovih kontroverznih izvedbi, odlučili pronaći zamjenu. Završtkom 1991. Bělohláveka je zamijenio Gerd Albrecht. No, umjesto da je čekao istek jednogodišnjeg Albrechtovog ugovora, 1992. Bělohlávek odlazi iz orkestra. 1993. godine Bělohlávek osniva Prašku filharmoniju (češ. Pražskou komorní filharmonii). Češko ministartvo obrane ponudilo mu je novčana sredstva za zapošljavanje 40-ero mladih glazbenika i osnivanje vlastitog orkestra, kako bi se rasteretio Praški simfonijski orkestar. Tako je Bělohlávek odlučio osnovati novi orkestar, no bez dobivenih poticaja, napravivši audiciju za zapošljavanje u prkestru. Zbog toga je već sljedeće godine orkestar izgubio potporu ministarstva, a Bělohlávek je orkestar morao uzdržavati vlastitim sredstvima i zaradom od prodanih ulaznica za koncerte.
Svoj prvi javni nastup orkestar je održao početkom 1994. godine. Bělohlávek je, kao osnivač orkestra, na mjestu dirigenta i umjetničkog voditelja ravnao orkestrom sve do 2005. godine, a najupamćeniji je ostao po vođenju koncerta na natjecanje The Proms u srpnju 2004. Unatoč odlasku, od 2005. Jiří Bělohlávek nosi titulu počasnog dirigenta orkestra. U sezoni 2003./2004. ravnao je i Slovačkom filharmonijom.
Godine 1997. postao je redoviti profesor na Akademiji primijenjenih umjetnosti u Pragu i umjetnički voditelj i dirigent Češkog narodnog kazališta u Pragu tijekom te sezone. Stalni je član ocjenjivačkog suda na Praškom proljetnom glazbenom festivalu. U prosincu 2010. godine najavljeno je njegovo ponovno imenovnanje šefom dirigentom Češke filharmonije za sezonu 2012./2013. na ugovor u trajanju do četiri godine.

### Međunarodna karijera
Od 1995. do 2000. Jiří Bělohlávek je bio gostujući dirigent Simfonijskog orkestra BBC-ija, a u veljači 2005. imenovan je dvanaestim šefom dirigentom tog orkestra potpisavši ugovor na tri godine. Tako je i postao prvi dirigent tog orkestra koji je njime ravnao i kao gostujući dirigent i kao šef dirigent. U javnosti je ostao zapamćen po odličnom vodstvu orkestra na noćima The Promsa 2006. i 2007., kada je bio prvi dirigent kojemu engleski nije materinski jezik.  U rujnu 2007., Bělohlávek produžio je ugovor sa Simfonijskim orkestrom BBC-ija do 2012. godine. U povijesti The Promsa ostat će upamćen i po izvedbi skladbe A Grand, Grand Overture Malcolma Arnolda s usisavačem u ruci. 2010. i 2012. ponovno je vodio završni koncert zadnjeg dana The Promsa. Zbog svojih iznimnih doprinosa u radu Simfonijskog orkestra BBC-ija, istekom ugovora 2012., proglašen je počasnim dirigentom i laureatom orkestra.
Bělohlávek je kao gost dirigent Rotterdamskog simfonijskog orkestra prvi put nastupio 1994. godine. U travnju 2012. orkestar ga je imenovao novim šefom dirigentom za sezonu 2012./2013.
Svoje nastupe snima u suradnji s glazbenim izdavačima: Supraphon, Chandos Redcords, Harmonia Mundi, Warner Music Group i Deutsche Grammophon.

### Smrt
Umro je od raka 31. svibnja 2017. godine, u dobi od 71 godine. Njegova supruga i kćeri su ga preživjele.

## Odlikovanja
- Red Britanskog Carstva - za iznimne doprinose na području glazbe.[22]

## Vanjske poveznice
- Jiří Bělohlávek na AllMusic

| Prethodnik — | Umjetnički voditelji (šefovi dirigenti) Praške filharmonije Jiří Bělohlávek (1994. – 2005.) | Nasljednik Kaspar Zehnder (2005. – 2008.) |